# Fingringhoe
Fingringhoe is een civil parish in het bestuurlijke gebied Colchester, in het Engelse graafschap Essex. De plaats telt 775 inwoners.